# Ahmad Al-Aosta
Ahmad Al-Aosta (arab. أحمد الأوستا; ur. 7 października 1968) – syryjski zapaśnik walczący w stylu wolnym. Dwukrotny olimpijczyk. Jedenasty w Barcelonie 1992 i ósmy w Atlancie 1996. Startował w kategorii 68 kg.
Trzykrotny uczestnik mistrzostw świata; jedenasty w 1994, 1998 i 1999. Srebrny medalista na igrzyskach azjatyckich w 1998; piąty i szósty w 1994 i dziewiąty w 2002. Zdobył dwa medale na mistrzostwach Azji – srebrny w 1997 i brązowy w 1992. Wicemistrz igrzysk śródziemnomorskich w 1993, 1997 i 2001 i ósmy w 1993 w stylu klasycznym. Triumfator igrzyskach panarabskich w 1992 i 1997; trzeci w 2004. Złoty medal igrzysk Azji zachodniej w 1997 roku.

## Turniej wBarcelonie 1992
| Konkurencja         | Walki                | Walki                  | Klas. końcowa |
| Konkurencja         | Przeciwnik I         | Przeciwnik II          | Miejsce       |
| ------------------- | -------------------- | ---------------------- | ------------- |
| styl wolny do 68 kg | Chris Wilson (CAN) L | Gérard Santoro (FRA) L | 11.           |

## Turniej wAtlancie 1996
| Konkurencja         | Walki                    | Walki                | Walki                  | Walki              | Walki              | Klas. końcowa |
| Konkurencja         | Przeciwnik I             | Przeciwnik II        | Przeciwnik III         | Przeciwnik IV      | o VII miejsce      | Miejsce       |
| ------------------- | ------------------------ | -------------------- | ---------------------- | ------------------ | ------------------ | ------------- |
| styl wolny do 68 kg | Arajik Geworkian (ARM) L | Yüksel Şanlı (TUR) W | Arsen Fadzajew (UZB) W | Küllo Kõiv (EST) L | Küllo Kõiv (EST) L | 8.            |